# Fancy
Fancy (Фэнси) (настоящее имя Манфред Алоиз Зегит, нем. Manfred Alois Segieth, род. 7 июля 1946) — немецкий певец, исполняющий песни в стилях итало-диско и евродиско. Пик его популярности пришёлся на вторую половину 1980-х годов.
Прославился благодаря композициям «Slice Me Nice», «Bolero (Hold Me In Your Arms Again)» и «Flames of Love».
Имеет в дискографии 16 альбомов, самым успешным из которых является альбом «Masquerade Les Marionettes», 52 сингла. За всю карьеру снято 27 клипов.
Является одним из самых успешных исполнителей итало-диско и хай-энерджи.

## Биография

### Ранние годы
С раннего детства Манфред увлекался музыкой, однако его отец, убеждённый католик, не разделял интересов сына и отправил его в воспитательных целях в школу при монастыре. О времени, проведённом в монастыре, у Манфреда остались весьма тяжёлые воспоминания: 

Это была вовсе не привилегированная школа. Монахи-капуцины, наши учителя, вели крайне спартанский образ жизни. Во время еды господствовал абсолютный запрет на разговоры. Моими любимыми предметами были рисование, музыка и спорт — в особенности гимнастика и плавание. Иностранные языки я не любил, но должен был изучать латынь и греческий.
В одиннадцатилетнем возрасте мальчик научился играть на гитаре, несмотря на запреты.
В 14 лет Манфред вернулся в гуманитарную гимназию, будучи уверенным, что его будущее будет связано не с религией, а с музыкой. Там он участвовал в разных театральных представлениях, где, видимо, и почувствовал вкус к сцене.
После окончания школы Манфред основал группу «Mountain Shadows», игравшую в стиле Клиффа Ричарда, затем начал выходить на сцену в одиночку — в роли конферансье.
В 1964 году он взял себе псевдоним Tess Teiges, под которым в 60-70-х годах выпустил несколько синглов.
В 1981 году стал участником пародийного дуэта «Tess & Kess» (вторым участником данного дуэта был Йоханнес Франкль (он же Пауль Ландер), позднее ставший известным под сценическим псевдонимом «Mozzart»). Под тем же псевдонимом Манфред пробует себя в роли продюсера — выходят его ремиксы на песни группы Pet Shop Boys («One More Chance», "West End Girls") и Дэна Харроу («To Meet Me»).
Затем после длительных скитаний по различным звукозаписывающим компаниям, весной 1983 года Манфред знакомится с композитором Энтони Монном и происходит рождение псевдонима Fancy.

### 1984 — 1999
Настоящая популярность пришла к Fancy в 38 лет.
В 1984 году он выпускает свой первый сингл — «Slice Me Nice», автором которого был Todd Kennedy. Песня имела успех, и на него обратил внимание Энтони Монн, бывший продюсер Аманды Лир.
Среди частых авторов и соавторов песен Fancy — Сабрина Лоренц (Sabrina Lorenz) и Альфонс Вайндорф (Alfons Weindorf), выступавший также под псевдонимом Elvin, а также Энтони Монн.

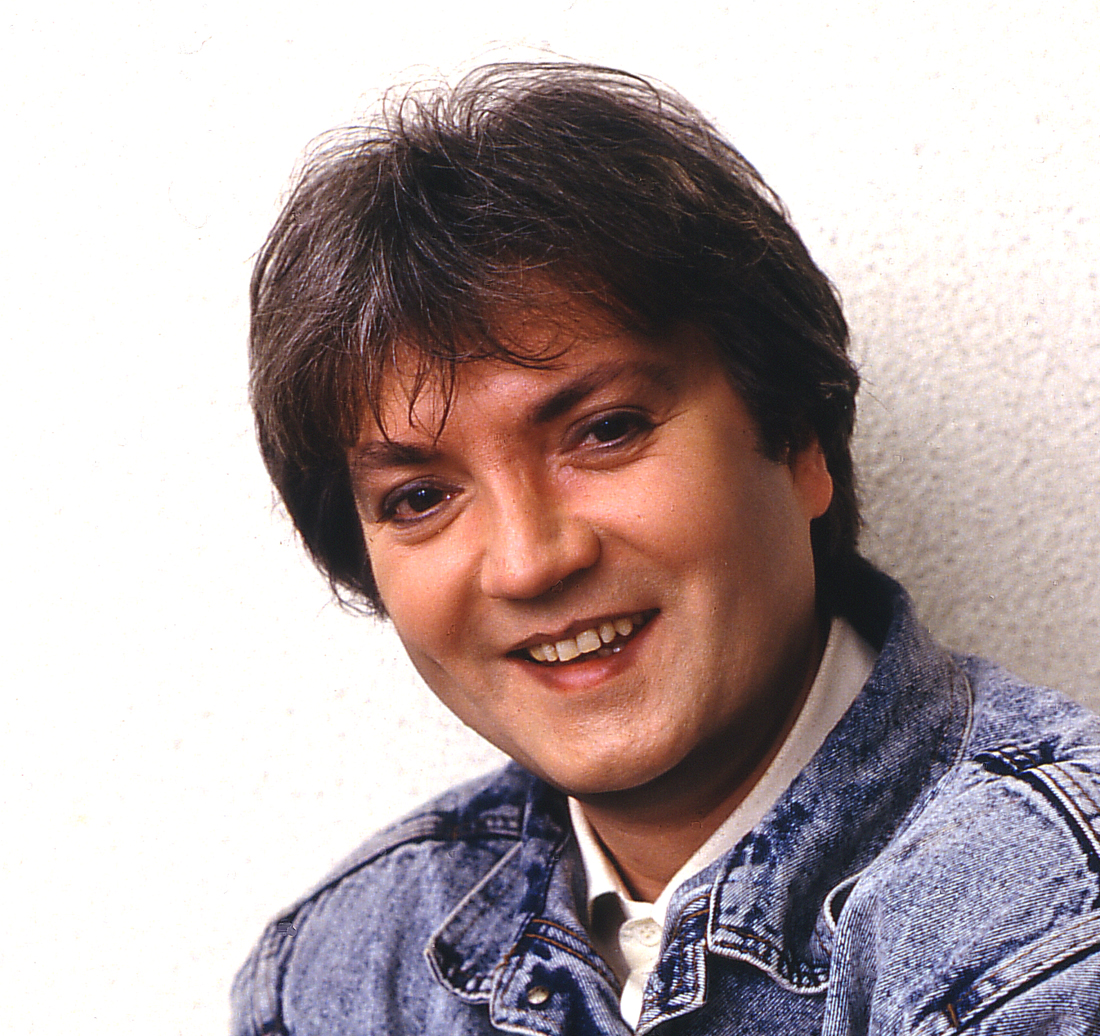
Fancy в 1987 году

В 1985 году он выпустил свой первый альбом «Get Your Kicks» и получил возможность выступить на французском телевидении и в США.
Fancy также известен как автор хитов для других исполнителей. Почти все они были написаны под псевдонимом Tess Of Ric Tess. Другие псевдонимы Fancy, как автора — Ric Toss, Tess, Ric Tess.
В 1986 году выходит второй студийный альбом певца «Contact», в который вошли синглы «Lady Of Ice», «Latin Fire» и «Bolero (Hold Me In Your Arms Again)», ставший хитом и не сходивший с первого места в Испании в течение 6 месяцев. Однако, поклонники отнеслись к альбому достаточно холодно и он не достиг огромного успеха, попав на 43 место в Швеции и 57 в Германии.
В 1988 году выходит третий студийный альбом «Flames of Love» с одноимённым хитом. Третий студийный альбом музыканта стал его последним альбомом, попавшим в какие-либо чарты.
В 1989 году Fancy, собрав свою собственную команду сам лично спродюсировал все новые треки, и в конечном итоге получился альбом «All My loving», названный в чести одноимённой композиции британской рок-группы Beatles, кавер на которую так же присутствовал в альбоме. В целом, поклонники отнеслись к альбому положительно.
После выпуска нескольких альбомов, не принесших Fancy большого финансового успеха ("Five", "The Sixth - Deep In My Heart", "Blue Planet Zikastar", "Colours of Life"), музыкант решает немного отойти от любовной лирики в своих песнях и в 1996 году выпускает рождественский альбом (9 по счёту) «Christmas In Vegas». Однако и это не принесло ожидаемых финансовых плодов и альбом не попал ни в какие чарты, несмотря на добротный музыкальный материал, посвящённый рождественской тематике.
XX век Fancy завершает альбомом «D.I.S.C.O.»

### 2000 — н.в.
После двух относительно неудачных (в финансовом плане, но, не в плане музыкального материала) альбомов, выпущенных в начале XXI века («Strip Down» 2000 г. и «Locomotion» 2001 г.), в октябре 2008 года Fancy выпустил альбом «Forever Magic», его релиз состоялся только в России. В Европе альбом вышел в январе 2009 года.
В 2016 году написал автобиографическую книгу «Поп-звезда, клоун и философ», в которой рассказывал о том, как проходят будни поп-звезды. Она была издана в Германии.
После Fancy решает выпускать песни в жанре итало-диско. Первыми работами были несколько синглов, один из которых был записан с Лиан Росс. В 2021 году вышел 15 студийный альбом певца «Masquerade Les Marionettes», аранжировки к песням которого написал испанский продюсер и аранжировщик Луис Родригез, тот самый "Brother Louie", ранее работавший с Дитером Боленом в проектах "Modern Talking", "Blue System", C.C.Catch в качестве специалиста по звуку и со-продюсера, а по факту "второго аранжировщика". Композиция «Can You Feel The Beat» была написана российским музыкантом и автором песен Евгением Семакиным.
В 2022 и 2023 были выпущены синглы «Running Man» (новая версия песни) и «Viva la Vida», на которые были сняты клипы.
1 декабря 2023 года вышел шестнадцатый студийный альбом Fancy под названием «Viva la Vida», заглавной песней которого был одноимённый сингл, выпущенный ранее. «Viva la Vida» стал вторым альбомом артиста в жанре итало-диско, спродюсированным Луисом Родригезом.
В январе был выпущен второй сингл с альбома «Viva la Vida» под названием «Bonnie & Clyde».
В мае 2024 года выпускает сингл «Flames Of Love (Pulsedriver Remix)», в котором представлены два ремикса на самый большой хит Fancy «Flames of Love». Эти два ремикса сделал для артиста немецкий диджей Pulsedriver.
В августе 2024 выпускает очередной кавер на песню «Dragostea Din Tei» группы O-Zone совместно с музыкантами Бобом Шепердом и Da Clubbmaster.
Fancy дал уже более чем 1000 концертов в США, Канаде, Азии и Европе.
Fancy был 9 раз в Тор-20 Нits в Германии, Азии, и Америке. Так было, например, с Bolero - три месяца № 1 в Испании.
С того времени, как два его Альбома «Best Of» и «Hitparty» попали в число первых, и Fancy’s «Megamix» стал Тор-Нit, исполнитель приобрел статус супер-звезды.
Fancy неоднократный участник фестивалей Авторадио Дискотека 80-х и Легенды Ретро FM.

## Личная жизнь
Fancy  никогда не был женат и не имеет детей. Он ведёт спокойную жизнь, занимается изучением психологии, эзотерики и астрологии. «Я — ребёнок луны», — сказал однажды он в интервью.

## Дискография
- Основная статья: Дискография Fancy

### Альбомы
- 1985 «Get Your Kicks» (Швеция — #13, Швейцария — 13#)
- 1986 «Contact» (Швеция — #43, Германия #57)
- 1988 «Flames of Love» (Германия #54)
- 1989 «All My loving»
- 1990 «Five»
- 1991 «Six: Deep In My Heart»
- 1995 «Blue Planet Zikastar»
- 1996 «Colours Of Live»
- 1996 «Christmas In Vegas»
- 1999 «D.I.S.C.O.»
- 2000 «Strip Down»
- 2001 «Locomotion»
- 2003 «Die Hits auf Deutsch»
- 2008 «Forever Magic»
- 2021 «Masquerade Les Marionettes»
- 2023 «Viva la Vida»